# Elecciones federales de 1994 en Chihuahua
Las elecciones federales en Chihuahua de 1994 se llevaron a cabo el domingo 21 de agosto de 1994, y en ellas se renovaron los siguientes cargos de elección popular:
- Presidente de la República. Jefe de Estado y de Gobierno de México, electo para un periodo de seis años sin posibilidad de reelección. El candidato ganador en el estado y elegido a nivel nacional fue Ernesto Zedillo.
- 3 senadores. Miembros de la cámara alta del Congreso de la Unión. Dos elegidos por mayoría relativa y uno otorgado por el principio de primera minoría.
- 16 diputados federales. Miembros de la cámara baja del Congreso de la Unión. Diez elegidos por mayoría simple y seis mediante el principio de representación proporcional a partir de la lista regional por partido correspondiente a la segunda circunscripción electoral. Todos ellos electos para un periodo de tres años a partir del 1 de noviembre de 1994 sin posibilidad de reelección para el periodo inmediato.

## Resultados electorales

### Presidente de México
|  | 27.48 % |

|  | 58.84 % |

|  | 0.29 % |

|  | 6.08 % |

|  | 0.32 % |

|  | 0.24 % |

|  | 0.13 % |

|  | 3.55 % |

|  | 0.45 % |

|  | 0.06 % |

|  | 97.44 % |

|  | 2.56 % |

|  | 76.05 % |

|  | 23.95 % |

#### Resultados por municipio
| Municipio                | Fernández | % Fernández | Zedillo | % Zedillo | Lobardo | % Lombardo | Cárdenas | % Cárdenas | Aguilar | % Aguilar | Pérez | % Pérez | Madero | % Madero | Soto   | % Soto | González | % González | NR  | % NR  | Nulos | % Nulos | Total   |
| ------------------------ | --------- | ----------- | ------- | --------- | ------- | ---------- | -------- | ---------- | ------- | --------- | ----- | ------- | ------ | -------- | ------ | ------ | -------- | ---------- | --- | ----- | ----- | ------- | ------- |
| Ahumada                  | 1,192     | 23.23%      | 3,407   | 66.39%    | 12      | 0.23%      | 287      | 5.59%      | 17      | 0.33%     | 11    | 0.21%   | 1      | 0.02%    | 53     | 1.03%  | 9        | 0.18%      | 1   | 0.02% | 142   | 2.77%   | 5,132   |
| Aldama                   | 1,722     | 20.24%      | 5,750   | 67.58%    | 52      | 0.61%      | 459      | 5.39%      | 34      | 0.40%     | 6     | 0.07%   | 5      | 0.06%    | 268    | 3.15%  | 17       | 0.20%      | 1   | 0.01% | 195   | 2.29%   | 8,509   |
| Allende                  | 647       | 15.23%      | 3,291   | 77.45%    | 13      | 0.31%      | 92       | 2.17%      | 2       | 0.05%     | 12    | 0.28%   | 35     | 0.82%    | 50     | 1.18%  | 5        | 0.12%      | 0   | 0.00% | 102   | 2.40%   | 4,249   |
| Aquiles Serdán           | 284       | 16.86%      | 1,205   | 71.56%    | 8       | 0.48%      | 83       | 4.93%      | 5       | 0.30%     | 0     | 0.00%   | 1      | 0.06%    | 58     | 3.44%  | 7        | 0.42%      | 0   | 0.00% | 33    | 1.96%   | 1,684   |
| Ascensión                | 2,609     | 37.31%      | 3,584   | 51.26%    | 35      | 0.50%      | 455      | 6.51%      | 13      | 0.19%     | 15    | 0.21%   | 6      | 0.09%    | 70     | 1.00%  | 10       | 0.14%      | 0   | 0.00% | 195   | 2.79%   | 6,992   |
| Bachíniva                | 268       | 7.97%       | 2,111   | 62.79%    | 107     | 3.18%      | 748      | 22.25%     | 15      | 0.45%     | 6     | 0.18%   | 0      | 0.00%    | 28     | 0.83%  | 1        | 0.03%      | 0   | 0.00% | 78    | 2.32%   | 3,362   |
| Balleza                  | 324       | 7.25%       | 3,356   | 75.15%    | 19      | 0.43%      | 64       | 1.43%      | 63      | 1.41%     | 47    | 1.05%   | 13     | 0.29%    | 48     | 1.07%  | 16       | 0.36%      | 0   | 0.00% | 516   | 11.55%  | 4,466   |
| Batopilas                | 217       | 9.81%       | 1,372   | 62.00%    | 45      | 2.03%      | 57       | 2.58%      | 22      | 0.99%     | 61    | 2.76%   | 23     | 1.04%    | 68     | 3.07%  | 4        | 0.18%      | 0   | 0.00% | 344   | 15.54%  | 2,213   |
| Bocoyna                  | 817       | 8.54%       | 6,956   | 72.70%    | 30      | 0.31%      | 788      | 8.24%      | 33      | 0.34%     | 66    | 0.69%   | 6      | 0.06%    | 201    | 2.10%  | 17       | 0.18%      | 2   | 0.02% | 652   | 6.81%   | 9,568   |
| Buenaventura             | 1,622     | 19.55%      | 4,767   | 57.45%    | 32      | 0.39%      | 1,404    | 16.92%     | 27      | 0.33%     | 48    | 0.58%   | 3      | 0.04%    | 127    | 1.53%  | 10       | 0.12%      | 0   | 0.00% | 257   | 3.10%   | 8,297   |
| Camargo                  | 6,442     | 32.54%      | 11,946  | 60.33%    | 168     | 0.85%      | 587      | 2.96%      | 29      | 0.15%     | 12    | 0.06%   | 6      | 0.03%    | 302    | 1.53%  | 44       | 0.22%      | 15  | 0.08% | 249   | 1.26%   | 19,800  |
| Carichí                  | 270       | 10.38%      | 1,895   | 72.83%    | 20      | 0.77%      | 109      | 4.19%      | 5       | 0.19%     | 15    | 0.58%   | 2      | 0.08%    | 29     | 1.11%  | 7        | 0.27%      | 0   | 0.00% | 250   | 9.61%   | 2,602   |
| Casas Grandes            | 1,018     | 22.43%      | 2,941   | 64.79%    | 14      | 0.31%      | 200      | 4.41%      | 9       | 0.20%     | 16    | 0.35%   | 4      | 0.09%    | 209    | 4.60%  | 9        | 0.20%      | 0   | 0.00% | 119   | 2.62%   | 4,539   |
| Coronado                 | 231       | 21.88%      | 771     | 73.01%    | 3       | 0.28%      | 20       | 1.89%      | 11      | 1.04%     | 0     | 0.00%   | 0      | 0.00%    | 1      | 0.09%  | 0        | 0.00%      | 0   | 0.00% | 19    | 1.80%   | 1,056   |
| Coyame del Sotol         | 187       | 22.56%      | 616     | 74.31%    | 0       | 0.00%      | 9        | 1.09%      | 0       | 0.00%     | 0     | 0.00%   | 0      | 0.00%    | 5      | 0.60%  | 0        | 0.00%      | 0   | 0.00% | 12    | 1.45%   | 829     |
| La Cruz                  | 472       | 26.67%      | 1,125   | 63.56%    | 5       | 0.28%      | 74       | 4.18%      | 10      | 0.56%     | 4     | 0.23%   | 1      | 0.06%    | 31     | 1.75%  | 4        | 0.23%      | 0   | 0.00% | 44    | 2.49%   | 1,770   |
| Cuauhtémoc               | 10,855    | 23.69%      | 30,169  | 65.85%    | 123     | 0.27%      | 2,603    | 5.68%      | 55      | 0.12%     | 74    | 0.16%   | 22     | 0.05%    | 977    | 2.13%  | 201      | 0.44%      | 17  | 0.04% | 717   | 1.57%   | 45,813  |
| Cusihuiriachi            | 461       | 19.06%      | 1,726   | 71.35%    | 11      | 0.45%      | 129      | 5.33%      | 1       | 0.04%     | 6     | 0.25%   | 1      | 0.04%    | 24     | 0.99%  | 3        | 0.12%      | 0   | 0.00% | 57    | 2.36%   | 2,419   |
| Chihuahua                | 80,702    | 28.74%      | 164,383 | 58.55%    | 618     | 0.22%      | 13,373   | 4.76%      | 793     | 0.28%     | 342   | 0.12%   | 322    | 0.11%    | 13,620 | 4.85%  | 1,858    | 0.66%      | 64  | 0.02% | 4,693 | 1.67%   | 280,768 |
| Chínipas                 | 383       | 21.42%      | 1,236   | 69.13%    | 14      | 0.78%      | 23       | 1.29%      | 2       | 0.11%     | 25    | 1.40%   | 3      | 0.17%    | 15     | 0.84%  | 1        | 0.06%      | 0   | 0.00% | 86    | 4.81%   | 1,788   |
| Delicias                 | 14,207    | 27.43%      | 31,281  | 60.41%    | 103     | 0.20%      | 2,591    | 5.00%      | 70      | 0.14%     | 145   | 0.28%   | 123    | 0.24%    | 2,070  | 4.00%  | 264      | 0.51%      | 5   | 0.01% | 926   | 1.79%   | 51,785  |
| Dr. Belisario Domínguez  | 371       | 17.27%      | 1,680   | 78.21%    | 0       | 0.00%      | 29       | 1.35%      | 0       | 0.00%     | 2     | 0.09%   | 1      | 0.05%    | 20     | 0.93%  | 2        | 0.09%      | 0   | 0.00% | 43    | 2.00%   | 2,148   |
| Galeana                  | 164       | 11.66%      | 882     | 62.73%    | 5       | 0.36%      | 296      | 21.05%     | 1       | 0.07%     | 5     | 0.36%   | 0      | 0.00%    | 22     | 1.56%  | 2        | 0.14%      | 0   | 0.00% | 29    | 2.06%   | 1,406   |
| Santa Isabel             | 613       | 26.06%      | 1,622   | 68.96%    | 6       | 0.26%      | 40       | 1.70%      | 1       | 0.04%     | 2     | 0.09%   | 0      | 0.00%    | 21     | 0.89%  | 5        | 0.21%      | 0   | 0.00% | 42    | 1.79%   | 2,352   |
| Gómez Farías             | 428       | 10.84%      | 2,939   | 74.41%    | 28      | 0.71%      | 338      | 8.56%      | 31      | 0.78%     | 8     | 0.20%   | 1      | 0.03%    | 23     | 0.58%  | 8        | 0.20%      | 0   | 0.00% | 146   | 3.70%   | 3,950   |
| Gran Morelos             | 315       | 13.12%      | 1,951   | 81.26%    | 4       | 0.17%      | 35       | 1.46%      | 2       | 0.08%     | 5     | 0.21%   | 1      | 0.04%    | 15     | 0.62%  | 1        | 0.04%      | 0   | 0.00% | 72    | 3.00%   | 2,401   |
| Guachochi                | 935       | 8.08%       | 8,256   | 71.37%    | 65      | 0.56%      | 310      | 2.68%      | 65      | 0.56%     | 146   | 1.26%   | 29     | 0.25%    | 180    | 1.56%  | 54       | 0.47%      | 2   | 0.02% | 1,526 | 13.19%  | 11,568  |
| Guadalupe                | 923       | 22.50%      | 2,262   | 55.13%    | 9       | 0.22%      | 605      | 14.75%     | 13      | 0.32%     | 13    | 0.32%   | 1      | 0.02%    | 124    | 3.02%  | 7        | 0.17%      | 0   | 0.00% | 146   | 3.56%   | 4,103   |
| Guadalupe y Calvo        | 1,097     | 11.50%      | 6,976   | 73.13%    | 75      | 0.79%      | 261      | 2.74%      | 15      | 0.16%     | 156   | 1.64%   | 12     | 0.13%    | 164    | 1.72%  | 17       | 0.18%      | 3   | 0.03% | 763   | 8.00%   | 9,539   |
| Guazapares               | 206       | 9.00%       | 1,770   | 77.33%    | 18      | 0.79%      | 75       | 3.28%      | 3       | 0.13%     | 32    | 1.40%   | 2      | 0.09%    | 45     | 1.97%  | 0        | 0.00%      | 3   | 0.13% | 135   | 5.90%   | 2,289   |
| Guerrero                 | 2,043     | 11.35%      | 12,207  | 67.80%    | 74      | 0.41%      | 2,536    | 14.09%     | 103     | 0.57%     | 90    | 0.50%   | 17     | 0.09%    | 239    | 1.33%  | 40       | 0.22%      | 10  | 0.06% | 645   | 3.58%   | 18,004  |
| Hidalgo del Parral       | 12,166    | 28.90%      | 25,530  | 60.65%    | 103     | 0.24%      | 1,653    | 3.93%      | 79      | 0.19%     | 102   | 0.24%   | 141    | 0.33%    | 1,254  | 2.98%  | 244      | 0.58%      | 9   | 0.02% | 816   | 1.94%   | 42,097  |
| Huejotitán               | 48        | 9.09%       | 442     | 83.71%    | 1       | 0.19%      | 10       | 1.89%      | 2       | 0.38%     | 5     | 0.95%   | 0      | 0.00%    | 1      | 0.19%  | 0        | 0.00%      | 0   | 0.00% | 19    | 3.60%   | 528     |
| Ignacio Zaragoza         | 308       | 9.26%       | 2,357   | 70.84%    | 17      | 0.51%      | 443      | 13.32%     | 4       | 0.12%     | 5     | 0.15%   | 0      | 0.00%    | 94     | 2.83%  | 8        | 0.24%      | 0   | 0.00% | 91    | 2.74%   | 3,327   |
| Janos                    | 769       | 24.22%      | 2,170   | 68.35%    | 6       | 0.19%      | 117      | 3.69%      | 8       | 0.25%     | 12    | 0.38%   | 1      | 0.03%    | 25     | 0.79%  | 2        | 0.06%      | 0   | 0.00% | 65    | 2.05%   | 3,175   |
| Jiménez                  | 2,876     | 17.18%      | 11,975  | 71.55%    | 30      | 0.18%      | 875      | 5.23%      | 76      | 0.45%     | 19    | 0.11%   | 22     | 0.13%    | 423    | 2.53%  | 69       | 0.41%      | 2   | 0.01% | 369   | 2.20%   | 16,736  |
| Juárez                   | 124,144   | 32.25%      | 200,762 | 52.16%    | 903     | 0.23%      | 29,005   | 7.54%      | 1,622   | 0.42%     | 689   | 0.18%   | 497    | 0.13%    | 15,066 | 3.91%  | 1,825    | 0.47%      | 483 | 0.13% | 9,887 | 2.57%   | 384,883 |
| Julimes                  | 725       | 28.14%      | 1,638   | 63.59%    | 4       | 0.16%      | 98       | 3.80%      | 9       | 0.35%     | 6     | 0.23%   | 2      | 0.08%    | 28     | 1.09%  | 3        | 0.12%      | 0   | 0.00% | 63    | 2.45%   | 2,576   |
| López                    | 408       | 21.31%      | 1,289   | 67.31%    | 38      | 1.98%      | 99       | 5.17%      | 13      | 0.68%     | 5     | 0.26%   | 1      | 0.05%    | 15     | 0.78%  | 1        | 0.05%      | 0   | 0.00% | 46    | 2.40%   | 1,915   |
| Madera                   | 2,475     | 18.02%      | 10,077  | 73.36%    | 44      | 0.32%      | 375      | 2.73%      | 25      | 0.18%     | 36    | 0.26%   | 17     | 0.12%    | 233    | 1.70%  | 18       | 0.13%      | 9   | 0.07% | 428   | 3.12%   | 13,737  |
| Maguarichi               | 31        | 5.66%       | 489     | 89.23%    | 0       | 0.00%      | 16       | 2.92%      | 0       | 0.00%     | 3     | 0.55%   | 1      | 0.18%    | 1      | 0.18%  | 0        | 0.00%      | 0   | 0.00% | 7     | 1.28%   | 548     |
| Manuel Benavides         | 353       | 32.12%      | 661     | 60.15%    | 3       | 0.27%      | 32       | 2.91%      | 0       | 0.00%     | 4     | 0.36%   | 0      | 0.00%    | 14     | 1.27%  | 1        | 0.09%      | 1   | 0.09% | 30    | 2.73%   | 1,099   |
| Matachí                  | 296       | 19.69%      | 846     | 56.29%    | 3       | 0.20%      | 169      | 11.24%     | 0       | 0.00%     | 7     | 0.47%   | 1      | 0.07%    | 42     | 2.79%  | 3        | 0.20%      | 0   | 0.00% | 136   | 9.05%   | 1,503   |
| Matamoros                | 406       | 19.73%      | 1,303   | 63.31%    | 7       | 0.34%      | 231      | 11.22%     | 1       | 0.05%     | 3     | 0.15%   | 4      | 0.19%    | 10     | 0.49%  | 2        | 0.10%      | 0   | 0.00% | 91    | 4.42%   | 2,058   |
| Meoqui                   | 4,478     | 26.84%      | 9,288   | 55.66%    | 61      | 0.37%      | 1,220    | 7.31%      | 40      | 0.24%     | 56    | 0.34%   | 8      | 0.05%    | 1,084  | 6.50%  | 53       | 0.32%      | 1   | 0.01% | 397   | 2.38%   | 16,686  |
| Morelos                  | 235       | 25.43%      | 598     | 64.72%    | 7       | 0.76%      | 22       | 2.38%      | 1       | 0.11%     | 9     | 0.97%   | 0      | 0.00%    | 8      | 0.87%  | 0        | 0.00%      | 0   | 0.00% | 44    | 4.76%   | 924     |
| Moris                    | 257       | 19.29%      | 979     | 73.50%    | 5       | 0.38%      | 31       | 2.33%      | 1       | 0.08%     | 15    | 1.13%   | 1      | 0.08%    | 21     | 1.58%  | 0        | 0.00%      | 0   | 0.00% | 22    | 1.65%   | 1,332   |
| Namiquipa                | 2,666     | 24.67%      | 6,982   | 64.62%    | 23      | 0.21%      | 676      | 6.26%      | 39      | 0.36%     | 25    | 0.23%   | 3      | 0.03%    | 68     | 0.63%  | 14       | 0.13%      | 3   | 0.03% | 306   | 2.83%   | 10,805  |
| Nonoava                  | 98        | 8.59%       | 931     | 81.60%    | 2       | 0.18%      | 55       | 4.82%      | 2       | 0.18%     | 6     | 0.53%   | 2      | 0.18%    | 10     | 0.88%  | 0        | 0.00%      | 0   | 0.00% | 35    | 3.07%   | 1,141   |
| Nuevo Casas Grandes      | 6,667     | 26.79%      | 14,361  | 57.71%    | 38      | 0.15%      | 1,682    | 6.76%      | 36      | 0.14%     | 29    | 0.12%   | 8      | 0.03%    | 1,324  | 5.32%  | 97       | 0.39%      | 2   | 0.01% | 642   | 2.58%   | 24,886  |
| Ocampo                   | 365       | 14.59%      | 1,945   | 77.77%    | 8       | 0.32%      | 45       | 1.80%      | 4       | 0.16%     | 20    | 0.80%   | 4      | 0.16%    | 28     | 1.12%  | 3        | 0.12%      | 0   | 0.00% | 79    | 3.16%   | 2,501   |
| Ojinaga                  | 4,958     | 44.41%      | 5,391   | 48.28%    | 31      | 0.28%      | 361      | 3.23%      | 4       | 0.04%     | 22    | 0.20%   | 7      | 0.06%    | 130    | 1.16%  | 36       | 0.32%      | 0   | 0.00% | 225   | 2.02%   | 11,165  |
| Praxedis G. Guerrero     | 1,004     | 25.43%      | 2,254   | 57.09%    | 15      | 0.38%      | 314      | 7.95%      | 20      | 0.51%     | 8     | 0.20%   | 6      | 0.15%    | 162    | 4.10%  | 9        | 0.23%      | 1   | 0.03% | 155   | 3.93%   | 3,948   |
| Riva Palacio             | 263       | 20.31%      | 935     | 72.20%    | 3       | 0.23%      | 48       | 3.71%      | 4       | 0.31%     | 0     | 0.00%   | 0      | 0.00%    | 8      | 0.62%  | 1        | 0.08%      | 0   | 0.00% | 33    | 2.55%   | 1,295   |
| Rosales                  | 1,399     | 21.17%      | 4,598   | 69.57%    | 23      | 0.35%      | 277      | 4.19%      | 19      | 0.29%     | 15    | 0.23%   | 13     | 0.20%    | 95     | 1.44%  | 9        | 0.14%      | 2   | 0.03% | 159   | 2.41%   | 6,609   |
| Rosario                  | 83        | 6.83%       | 1,078   | 88.65%    | 0       | 0.00%      | 23       | 1.89%      | 6       | 0.49%     | 5     | 0.41%   | 0      | 0.00%    | 3      | 0.25%  | 1        | 0.08%      | 0   | 0.00% | 17    | 1.40%   | 1,216   |
| San Francisco de Borja   | 293       | 21.78%      | 984     | 73.16%    | 1       | 0.07%      | 13       | 0.97%      | 0       | 0.00%     | 2     | 0.15%   | 1      | 0.07%    | 10     | 0.74%  | 5        | 0.37%      | 0   | 0.00% | 36    | 2.68%   | 1,345   |
| San Francisco de Conchos | 301       | 21.83%      | 869     | 63.02%    | 32      | 2.32%      | 124      | 8.99%      | 4       | 0.29%     | 1     | 0.07%   | 3      | 0.22%    | 20     | 1.45%  | 1        | 0.07%      | 0   | 0.00% | 24    | 1.74%   | 1,379   |
| San Francisco del Oro    | 725       | 23.17%      | 1,992   | 63.66%    | 11      | 0.35%      | 227      | 7.25%      | 7       | 0.22%     | 11    | 0.35%   | 7      | 0.22%    | 54     | 1.73%  | 5        | 0.16%      | 1   | 0.03% | 89    | 2.84%   | 3,129   |
| Santa Bárbara            | 1,629     | 27.32%      | 3,681   | 61.73%    | 55      | 0.92%      | 205      | 3.44%      | 17      | 0.29%     | 20    | 0.34%   | 5      | 0.08%    | 154    | 2.58%  | 7        | 0.12%      | 0   | 0.00% | 190   | 3.19%   | 5,963   |
| Satevó                   | 707       | 27.93%      | 1,672   | 66.06%    | 7       | 0.28%      | 44       | 1.74%      | 4       | 0.16%     | 2     | 0.08%   | 0      | 0.00%    | 23     | 0.91%  | 3        | 0.12%      | 0   | 0.00% | 69    | 2.73%   | 2,531   |
| Saucillo                 | 4,124     | 29.54%      | 8,725   | 62.50%    | 47      | 0.34%      | 466      | 3.34%      | 84      | 0.60%     | 33    | 0.24%   | 11     | 0.08%    | 196    | 1.40%  | 30       | 0.21%      | 0   | 0.00% | 244   | 1.75%   | 13,960  |
| Temósachic               | 420       | 13.56%      | 2,234   | 72.11%    | 14      | 0.45%      | 253      | 8.17%      | 2       | 0.06%     | 16    | 0.52%   | 2      | 0.06%    | 45     | 1.45%  | 6        | 0.19%      | 0   | 0.00% | 106   | 3.42%   | 3,098   |
| El Tule                  | 88        | 9.24%       | 829     | 87.08%    | 1       | 0.11%      | 8        | 0.84%      | 0       | 0.00%     | 2     | 0.21%   | 0      | 0.00%    | 3      | 0.32%  | 0        | 0.00%      | 0   | 0.00% | 21    | 2.21%   | 952     |
| Urique                   | 412       | 9.94%       | 2,950   | 71.19%    | 27      | 0.65%      | 154      | 3.72%      | 25      | 0.60%     | 90    | 2.17%   | 10     | 0.24%    | 84     | 2.03%  | 15       | 0.36%      | 0   | 0.00% | 377   | 9.10%   | 4,144   |
| Uruachi                  | 90        | 4.45%       | 1,566   | 77.45%    | 8       | 0.40%      | 153      | 7.57%      | 5       | 0.25%     | 39    | 1.93%   | 3      | 0.15%    | 37     | 1.83%  | 6        | 0.30%      | 3   | 0.15% | 112   | 5.54%   | 2,022   |
| Valle de Zaragoza        | 298       | 11.75%      | 2,060   | 81.23%    | 6       | 0.24%      | 47       | 1.85%      | 2       | 0.08%     | 10    | 0.39%   | 2      | 0.08%    | 21     | 0.83%  | 2        | 0.08%      | 0   | 0.00% | 88    | 3.47%   | 2,536   |

### Senadores por Chihuahua

#### Senadores electos
| Candidato                 | Partido | Tipo de elección |
| ------------------------- | ------- | ---------------- |
| Martha Lara Alatorre      |         | Primera fórmula  |
| Héctor Murguía Lardizábal |         | Segunda fórmula  |
| Luis H. Álvarez           |         | Primera minoría  |

#### Resultados

Resultados por municipio en la elección a senador por Chihuahua:
Partido Revolucionario Institucional

Distribución de los distritos federales de Chihuahua por partido político:
Partido Revolucionario Institucional

|  | 29.30 % |

|  | 57.53 % |

|  | 0.35 % |

|  | 5.28 % |

|  | 0.45 % |

|  | 0.31 % |

|  | 0.15 % |

|  | 3.24 % |

|  | 0.58 % |

|  | 0.03 % |

|  | 97.22 % |

|  | 2.78 % |

|  | 75.55 % |

|  | 24.45 % |

### Diputados federales por Chihuahua

#### Diputados electos
| Candidato                   | Partido | Distrito    | Tipo de elección            |
| --------------------------- | ------- | ----------- | --------------------------- |
| Manuel Russek Valles        |         | Distrito 1  | Mayoría relativa            |
| Alfredo Amaya Medina        |         | Distrito 2  | Mayoría relativa            |
| Sergio Vázquez Olivas       |         | Distrito 3  | Mayoría relativa            |
| Miguel Lucero Palma         |         | Distrito 4  | Mayoría relativa            |
| Saúl González Herrera       |         | Distrito 5  | Mayoría relativa            |
| Óscar Villalobos Chávez     |         | Distrito 6  | Mayoría relativa            |
| Mario de la Torre Hernández |         | Distrito 7  | Mayoría relativa            |
| Héctor González Mocken      |         | Distrito 8  | Mayoría relativa            |
| Sergio Prieto Gamboa        |         | Distrito 9  | Mayoría relativa            |
| Jorge Castillo Cabrera      |         | Distrito 10 | Mayoría relativa            |
| Guillermo Luján Peña        |         | N/A         | Representación proporcional |
| Salvador Beltrán del Río    |         | N/A         | Representación proporcional |
| Manuel Espino               |         | N/A         | Representación proporcional |
| Cruz Pérez Cuéllar          |         | N/A         | Representación proporcional |
| Jacinto Gómez Pasillas      |         | N/A         | Representación proporcional |
| Víctor Quintana Silveyra    |         | N/A         | Representación proporcional |

#### Resultados
|  | 27.50 % |

|  | 57.96 % |

|  | 0.36 % |

|  | 5.67 % |

|  | 1.12 % |

|  | 0.40 % |

|  | 0.18 % |

|  | 3.19 % |

|  | 0.58 % |

|  | 3.04 % |

|  | 100 % |

##### Distrito 1: Chihuahua
|  | 28.11 % |

|  | 59.91 % |

|  | 0.36 % |

|  | 3.69 % |

|  | 0.71 % |

|  | 0.21 % |

|  | 0.17 % |

|  | 3.81 % |

|  | 0.93 % |

|  | 0.03 % |

|  | 97.93 % |

|  | 2.07 % |

|  | 78.84 % |

|  | 21.16 % |

##### Distrito 2: Hidalgo del Parral
|  | 20.60 % |

|  | 66.25 % |

|  | 0.45 % |

|  | 3.42 % |

|  | 0.45 % |

|  | 0.64 % |

|  | 0.68 % |

|  | 2.18 % |

|  | 0.39 % |

|  | 0.02 % |

|  | 95.07 % |

|  | 4.93 % |

|  | 68.24 % |

|  | 31.76 % |

##### Distrito 3: Ciudad Juárez
|  | 31.76 % |

|  | 54.39 % |

|  | 0.32 % |

|  | 6.30 % |

|  | 0.47 % |

|  | 0.24 % |

|  | 0.30 % |

|  | 1.81 % |

|  | 0.54 % |

|  | 0.06 % |

|  | 96.19 % |

|  | 3.81 % |

|  | 74.15 % |

|  | 25.85 % |

##### Distrito 4: Ciudad Juárez
|  | 33.85 % |

|  | 50.80 % |

|  | 0.25 % |

|  | 6.52 % |

|  | 0.50 % |

|  | 0.33 % |

|  | 0.15 % |

|  | 4.35 % |

|  | 0.74 % |

|  | 0.22 % |

|  | 97.72 % |

|  | 2.28 % |

|  | 77.38 % |

|  | 22.62 % |

##### Distrito 5: Guerrero
|  | 12.63 % |

|  | 65.89 % |

|  | 0.47 % |

|  | 13.32 % |

|  | 0.61 % |

|  | 0.57 % |

|  | 0.12 % |

|  | 1.08 % |

|  | 0.17 % |

|  | 0.02 % |

|  | 94.88 % |

|  | 5.12 % |

|  | 69.05 % |

|  | 30.95 % |

##### Distrito 6: Camargo
|  | 29.64 % |

|  | 61.00 % |

|  | 0.42 % |

|  | 3.25 % |

|  | 0.28 % |

|  | 0.75 % |

|  | 0.10 % |

|  | 2.00 % |

|  | 0.42 % |

|  | 0.03 % |

|  | 97.89 % |

|  | 2.11 % |

|  | 75.70 % |

|  | 24.30 % |

##### Distrito 7: Chihuahua
|  | 28.95 % |

|  | 53.51 % |

|  | 0.38 % |

|  | 5.41 % |

|  | 4.14 % |

|  | 0.22 % |

|  | 0.12 % |

|  | 4.32 % |

|  | 0.79 % |

|  | 0.01 % |

|  | 97.86 % |

|  | 2.14 % |

|  | 77.99 % |

|  | 22.01 % |

##### Distrito 8: Ciudad Juárez
|  | 30.36 % |

|  | 54.90 % |

|  | 0.35 % |

|  | 5.80 % |

|  | 0.56 % |

|  | 0.36 % |

|  | 0.16 % |

|  | 3.66 % |

|  | 0.50 % |

|  | 0.05 % |

|  | 96.69 % |

|  | 3.31 % |

|  | 75.92 % |

|  | 24.08 % |

##### Distrito 9: Nuevo Casas Grandes
|  | 23.37 % |

|  | 60.97 % |

|  | 0.35 % |

|  | 7.78 % |

|  | 0.28 % |

|  | 0.69 % |

|  | 0.10 % |

|  | 3.08 % |

|  | 0.26 % |

|  | 0.00 % |

|  | 96.87 % |

|  | 3.13 % |

|  | 76.00 % |

|  | 24.00 % |

##### Distrito 10: Cuauhtémoc
|  | 19.68 % |

|  | 68.94 % |

|  | 0.41 % |

|  | 4.09 % |

|  | 0.25 % |

|  | 0.31 % |

|  | 0.10 % |

|  | 1.50 % |

|  | 0.41 % |

|  | 0.00 % |

|  | 95.69 % |

|  | 4.31 % |

|  | 73.88 % |

|  | 26.12 % |